# Hoofdkaas (gerecht)

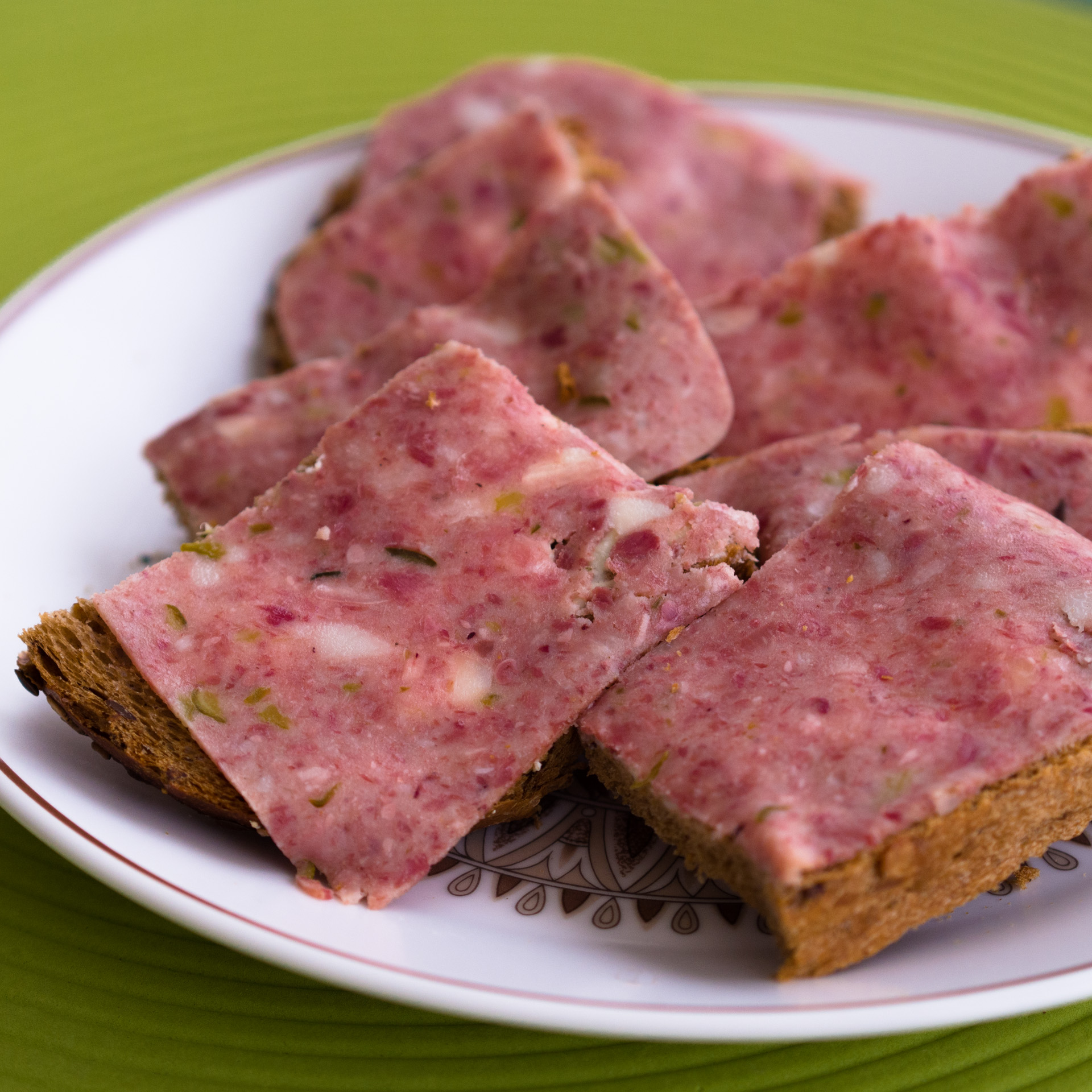
Fabrieksmatig gemaakte zure zult op brood

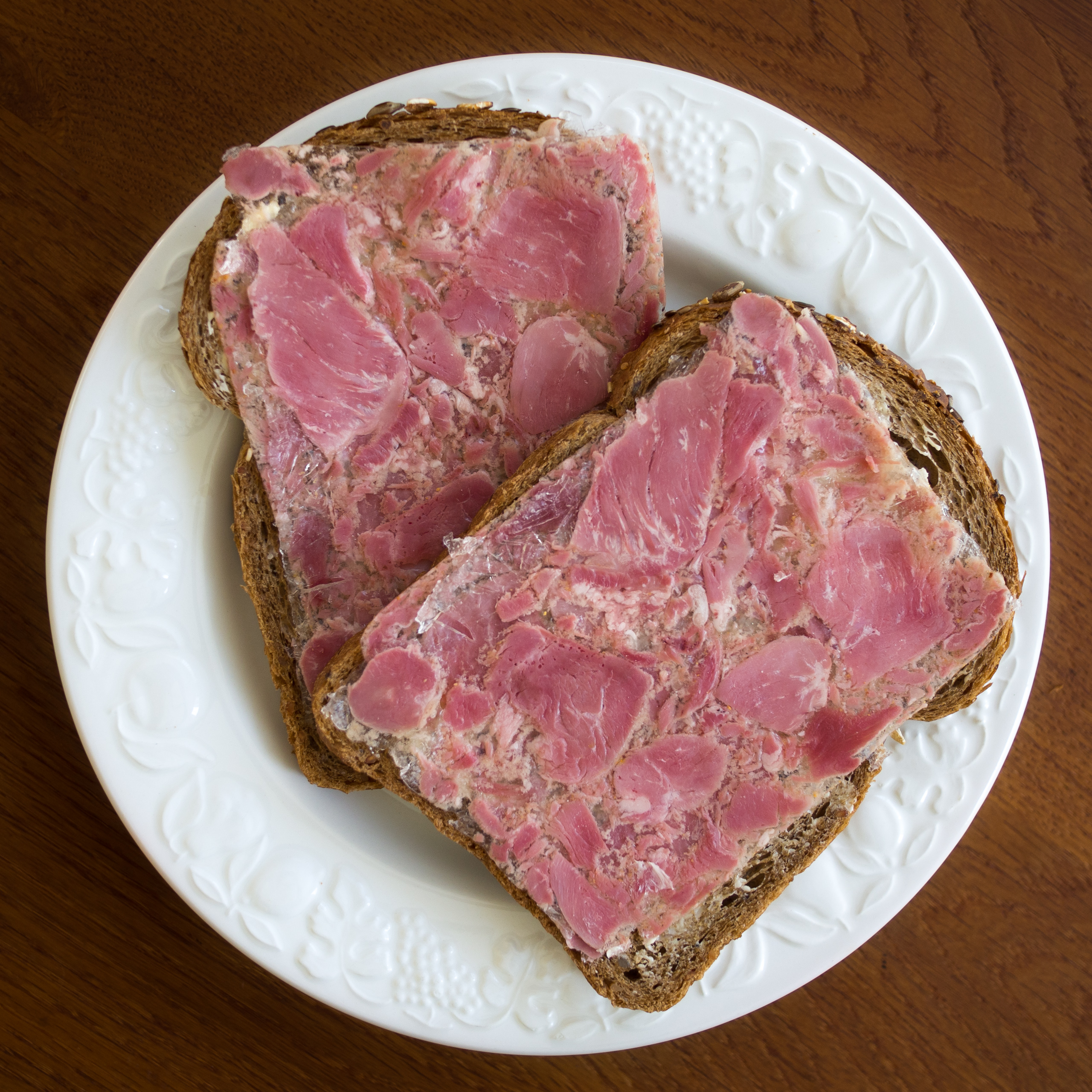
Preskop

Hoofdkaas, ook bekend als zult of gewoon kop, is een bereiding van meestal varkensvlees, maar ook van andere dieren, van voornamelijk de kop, staart en de oren.
Oorspronkelijk werd dit gerecht vooral gemaakt om "niets verloren te laten gaan" van het varken. Met stukjes augurk, paprika, kruiden en gelatine wordt de kop van het varken gekookt; vervolgens worden de schedel en beenstukken verwijderd, waarna het vlees wordt afgekoeld en door de vleesmolen gedraaid. Het mengsel wordt ten slotte in een terrine samengedrukt door het te "pressen" met een verzwaard deksel. Hierdoor wordt het geheel consistenter zodat het in plakjes als bijv. broodbeleg kan dienen, soms in combinatie met mosterd of een speciale kopsaus.
Het gerecht wordt ook wel "verbeterd" met rund- of paardenvlees. Het samendrukken wordt dan vaak achterwege gelaten, omdat de pulp voldoende indikt. De fabrieksmatig vervaardigde zure zult wordt soms nog verder bereid met meerdere vleessoorten.

## Varianten
Er bestaan tal van varianten, ook in de benaming: hoofdvlees of preskop (Vlaanderen), kopvlees (informeler), frut, varkenskop, huidvleis (Zuid-Limburg), kipkap (Noord-Limburg), geperste kop, poskop (Zeeuws), huré of uuflakke (Gents).